# Меєн Сергій Вікторович
Сергій Вікторович Меєн (нар. 17 грудня 1935 — † 30 березня 1987) —  геолог,  еволюционіст,  палеоботанік, доктор геолого-мінералогічних наук (1969).
У 1958–1987 роках співробітник Геологічного інституту АН СРСР (нині —  РАН).
Висунув принцип хронологічної взаємозамінності ознак в  стратиграфії і концепцію  глобального флорогенезу, засновану на аналізі всього  викопного матеріалу щодо наземних рослин. Розвинув концепцію номогенезу.

## Біографія
Сергій Вікторович Меєн народився в Москві 17 грудня 1935 року в родині нащадка голландських емігрантів, які приїхали в Росію за призовом Петра I. Його батько, Віктор Олександрович Меєн, працював у Всеросійському науково-дослідному інституті рибного господарства та океанографії (ВНІРО), займався рибництвом, опублікував кілька невеликих статей.
1937 року Віктор Олександрович завершив нарис філософської системи, в якій з'єднувалися елементи ірраціоналізму, теїстичного еволюционізму та віталізму.
Викладені в нарисі ідеї вплинули на філософські та наукові погляди його сина.
У жовтні 1941 року В. А. Меєн був заарештований за доносом, а в листопаді 1942-го — загинув у таборах.
Як синові репресованого — Сергію Меєну могла бути закрита дорога до вищої освіти, тому він навчався в музичній школі по класу віолончелі, готуючись стати професійним виконавцем.
Але, закінчивши школу в рік смерті Сталіна, він зміг вступити на геологічний факультет Московського державного університету ім. М. В. Ломоносова, адже рано виявив інтерес до палеонтології.
Палеонтологією С. В. Меєн захоплювався з дитинства, відвідував палеонтологічний гурток при Палеонтологічному музеї ім. Ю. О. Орлова, а також лабораторії Палеонтологічного інституту АН СРСР, де з ним займалися відомі палеонтологи Р. Ф. Геккер, Т. А. Добролюбова, Є. І. Іванова , Н. В. Кабакович, Б. А. Трофімов іК. К. Флеров.